# Безпритульний пес
«Безпритульний пес» (яп. 野良犬, Nora inu) — фільм-драма Акіри Куросави 1949 року. Володіє рядом ознак фільму-нуар.

## Сюжет
Досвідченому детективу токійській поліції Сато (Такасі Сімура) приставляють молодого стажиста Муракамі (Тосіро Міфуне). На першому завданні у стажиста крадуть табельну зброю. Поки Муракамі займається пошуками, вкрадений пістолет стає знаряддям вбивства. У відчаї, Муракамі вирішується на крайні заходи — перевдягнувшися демобілізованим військовим і зображуючи крайню потребу, він виходить на контакт із торговцями зброєю. Так йому вдається відшукати слід злодія і вбивці. У фінальній гонитві злодій ранить Сато, але Муракамі вдається схопити злочинця. У міру розвитку сюжету стає явним схожість доль злочинця і поліцейського, що підкреслює різницю в їх характерах.

## Актори
- Тосіро Міфуне — детектив Муракамі
- Такасі Сімура — детектив Сато
- Кейко Авадзі — Харумі Наміки
- Ісао Кімура — Юса, злочинець
- Ейко Мійосі — мати Харумі
- Рейсабуро Ямамото — Хондо
- Ґен Симідзу — інспектор Накадзима
- Норіко Сенґоку — дівчина, що продає зброю
- Харуо Накаджіма — людина в барі

## Посиляння
- «Stray Dog» на сайті IMDb (англ.)
- Stray Dog на сайті AllMovie (англ.)

野良犬 (Безпритульний пес) на сайті Japanese Movie Database (яп.)